# キブンパルク
キブンパルク（Kybunpark）は、スイス・ザンクト・ガレンにある多目的スタジアム。FCザンクト・ガレンがホームスタジアムとして使用している。
スタジアム1階にはショッピングセンター、スタジアム東側にはIKEAのザンクト・ガレン店が隣接している複合型スポーツ施設でもある。

## 概要
2005年9月14日、約10年に渡る長期間の構想を重ねて起工されたスタジアム。18,861人収容となっているスタジアムではあるが、国際試合では立ち見席が禁止されるため、17,371人収容となる。
こけら落としは2008年5月30日のサッカースイス代表対サッカーリヒテンシュタイン代表の親善試合で行われ、スイス代表が3-0で快勝した。それから約2ヶ月後の7月6日に正式に落成式が執り行われ、FCザンクト・ガレンのOBを招いての親善試合やセレモニーなどが披露された。
2008年の開場以来FCザンクト・ガレンがホームスタジアムとして試合を行なっているが、2012-13シーズンは改修工事のためシュタディオン・ベルグホルツから仮の移転先を探していたFCヴィル1900へ1シーズンのみ使用許可を出した。
スタジアム名のキブンパルクは、2016年5月にスタジアムの命名権を購入したトゥールガウ州に本社を置き、医療支援事業を行うKybun AG社によって命名された。それまではAFCアレーナ (AFC Arena)と呼ばれていた。

## 開催された主な試合・イベント
- 国際Aマッチ

スイス代表の他スペイン代表やブラジル代表の国際Aマッチも開催された。
| 日付           | ホームチーム             | 結果 | アウェーチーム           | ラウンド                      |
| -------------- | ------------------------ | ---- | ------------------------ | ----------------------------- |
| 2008年5月30日  | スイス                   | 3-0  | リヒテンシュタイン       | 親善試合                      |
| 2008年10月11日 | スイス                   | 2-1  | ラトビア                 | 2010 FIFAワールドカップ・予選 |
| 2011年9月2日   | スペイン                 | 3-2  | チリ                     | 親善試合                      |
| 2012年2月29日  | ボスニア・ヘルツェゴビナ | 1-2  | ブラジル                 | 親善試合                      |
| 2012年5月26日  | スペイン                 | 2-0  | セルビア                 | 親善試合                      |
| 2018年5月28日  | イタリア                 | 2-1  | サウジアラビア           | 親善試合                      |
| 2021年3月21日  | フィンランド             | 2-3  | ボスニア・ヘルツェゴビナ | 親善試合                      |
| 2021年9月2日   | リヒテンシュタイン       | 0-2  | ドイツ                   | 2022 FIFAワールドカップ・予選 |

## ギャラリー

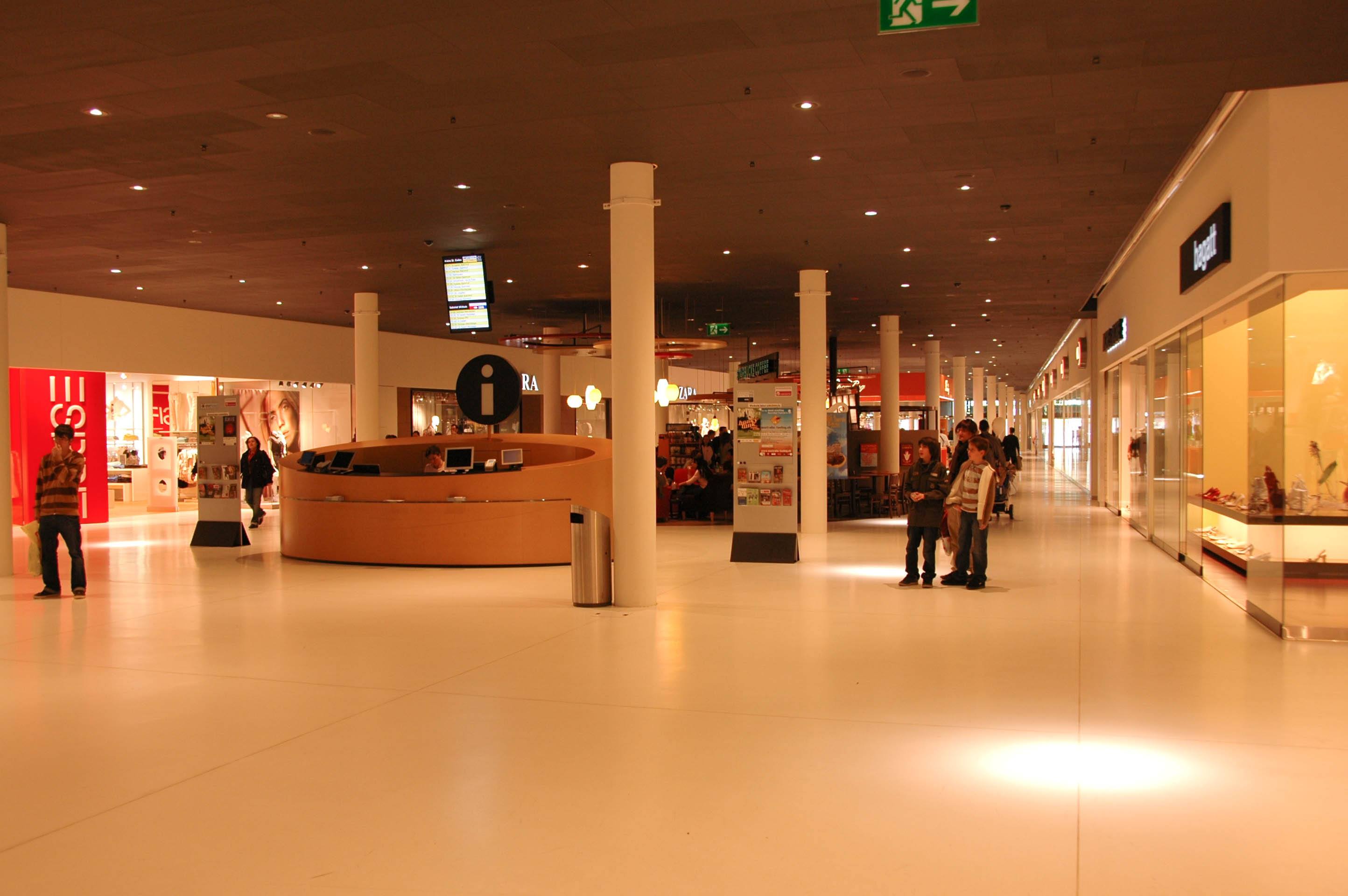
併設するショッピング・センター
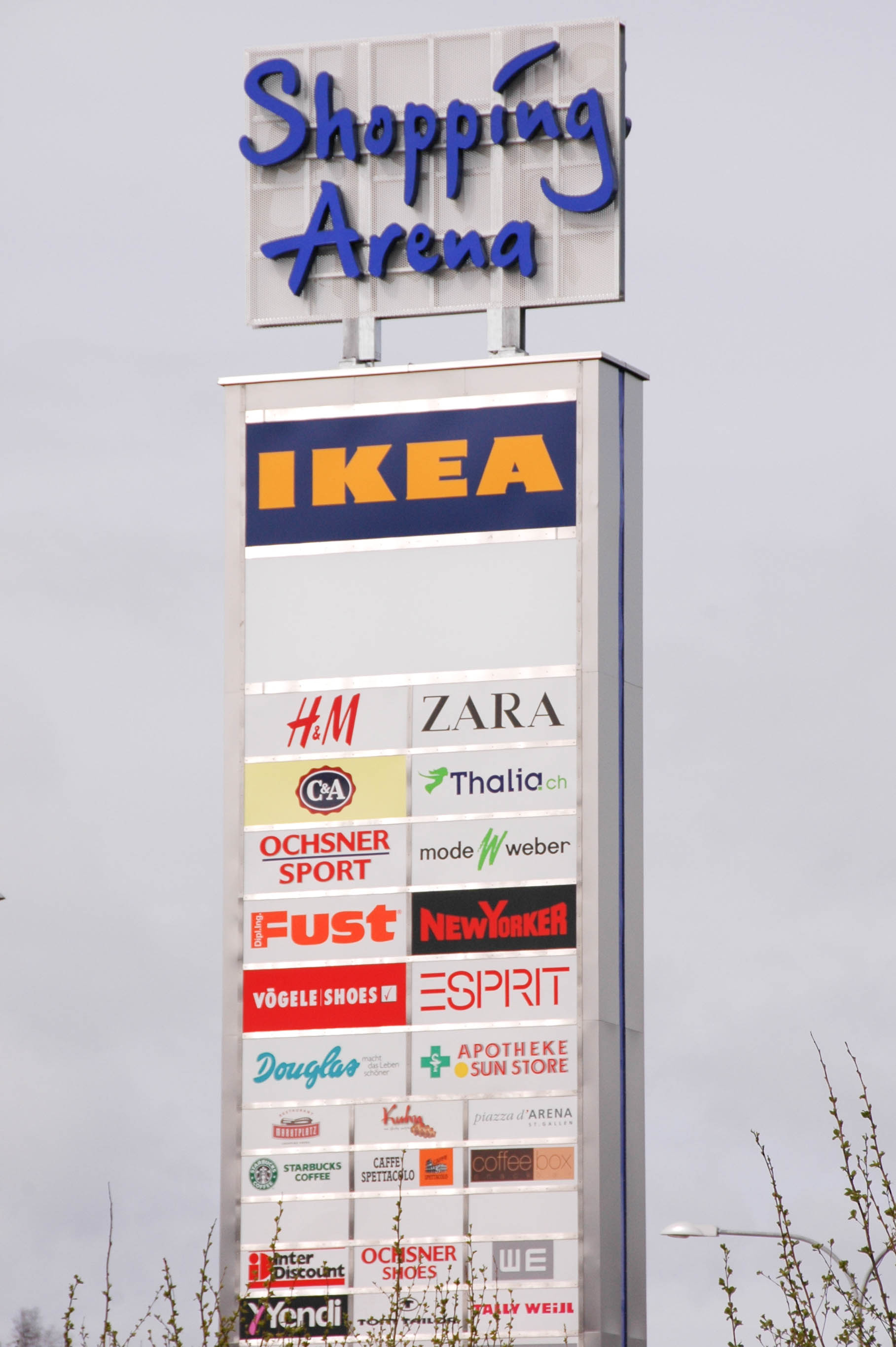
専門店を示す看板
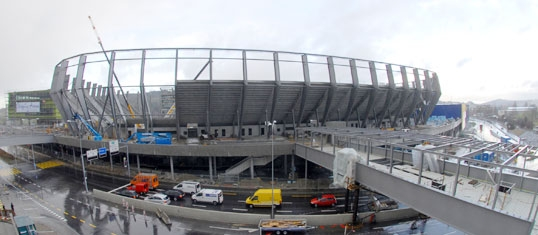
建設中のスタジアム (2007年)
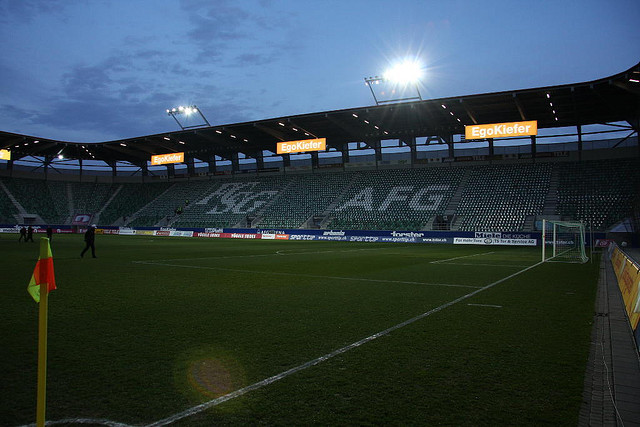
夜のスタジアム (2009年)
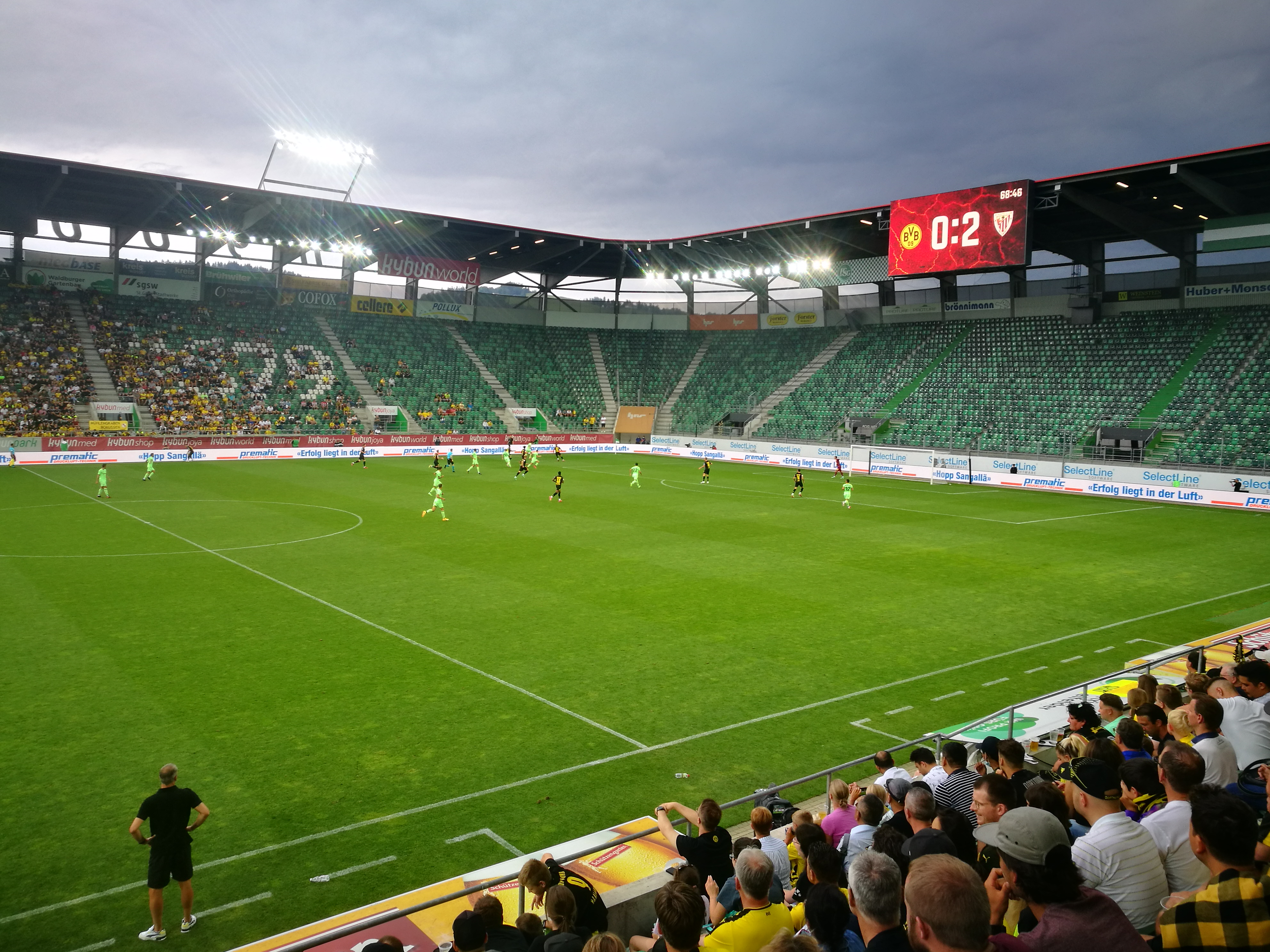
2021年の内観